# Коданся
Kodansha Ltd. (яп. 株式会社講談社 Кабусики-гайся Ко:данся) — крупнейшее в Японии издательство, выпускающее литературные произведения и мангу. Головной офис компании расположен в Бункё, Токио. Kodansha издаёт как журналы с мангой, такие как Nakayoshi, Afternoon, Weekly Shonen Magazine, Monthly Shonen Magazine, Monthly Shonen Magazine Special, Seasonal Shonen Magazine Wonder, так и преимущественно литературные журналы «Гундзо», «Гэндай» и Weekly Gendai, а также словарь японского разговорного языка Nihongo Daijiten.
По заявлению представителя издательства «Коданся», среди их проектов наибольшей популярностью на мировом рынке пользуется манга (45 %), затем анимационая и другая медийная продукция (35 %), а оставшееся место отводится книгам и журналам (20 %).

## История
Издательство Kodansha было основано Сэйдзи Номой в 1909 году как развитие Дай-Ниппон Юбэнкай (Общество Ораторов Великой Японии). Первым изданием стал литературный журнал Yūben. Название Kodansha (произошедшее от Kodan Club, ныне не выходящего журнала издательства) было впервые использовано в 1911 году, когда издательство формально объединилось с Дай-Ниппон Юбэнкай. Кодан — традиционное японское искусство повествования; устный рассказ об исторических событиях, а коданся — сам рассказчик. Текущее официальное название компании появилось в 1958 году. Девиз издательства — «Быть интересным и полезным» (яп. 面白くて、ためになる Омосирокутэ, тамэ ни нару).
Компания также владеет Otowa Group, которая управляет спонсорскими фирмами, такими как King Records и Kobunsha, и издаёт Nikkan Gendai, ежедневный таблоид. Издательство имеет и тесные связи с компанией The Walt Disney Company, и является официальным спонсором Диснейленда в Токио.
Компания является крупнейшим издателем в Японии, её ежегодный доход достигал 200 миллиардов иен. Однако в ходе недавнего спада в японской экономике и связанного с ним падения спроса в издательской индустрии, доходы резко упали и компания закончила 2002 финансовый год с убытком, впервые с конца Второй мировой войны. Второй по величине издатель, Shogakukan, также понёс финансовые потери, но меньшие — за 2003 финансовый год доходы Kodansha составили 167 миллиардов иен, в то время как у Shogakukan 150 миллиардов, таким образом разница составила 17 миллиардов; в лучшие времена Kodansha обгоняла Shogakukan более чем на 50 миллиардов иен.
Kodansha также является спонсором престижной премии для мангак — Kodansha Manga Award, которая в своём текущем виде появилась в 1977 году, хотя под другими названиями существовала еще с 1960 года.
В апреле 2000 года в связи с 90-летием издательства был открыт мемориальный музей Коданся Нома, включающий предметы японского изобразительного искусства из коллекции семьи Нома.
В 2013 году благодаря необычайной популярности Kaizoku to Yobareta Otoko и «Атаки на титанов» «Коданся» смогла увеличить объём продаж впервые за 18 лет и чистую прибыль — впервые за 19 лет.

## Связи с другими компаниями
Компания является акционером различных телевещательных компаний по всей Японии, и, вероятно, держит в своих руках около 20 % акций Токийской телевещательной системы (TBS Group). Также, совместно с Kobunsha, владела акциями Nippon Cultural Broadcasting, но в ходе недавней «войны» за контроль над Nippon Broadcasting System между компаниями Livedoor и Fuji TV Kodansha поддержала Fuji TV, продав ей свою долю акций.
Kodansha также имеет неоднозначные отношения с NHK, национальной телекомпанией Японии. В то время как многие манги и рассказы, публикуемые издательством, экранизируются в виде аниме (например, сериал Cardcaptor Sakura) и демонстрируются на NHK в программе «Эйсэй Аниме Гэкидзё», и Kodansha издаёт сопутствующий журнал для детской программы на NHK, «Окасан то Иссё», между компаниями часто происходят столкновения. В октябре 2000 года журнал Gendai обвинил NHK в использовании постановочных кадров в выпуске новостей, посвящённом браконьерскому глушению рыбы в Индонезии в 1997 году. NHK подала и выиграла иск против Kodansha в Токийском окружном суде, издательству было предписано опубликовать опровержение и выплатить четыре миллиона иен за ущерб репутации телекомпании. Kodansha признала решение суда, и было достигнуто соглашение, по которому издательство публикует только частичное опровержение и не платит возмещение ущерба. Это решение, однако, не удержало дочерний журнал Gendai — Shukan Gendai от публикации статей по расследованию других случаев возможного использования постановок в новостях NHK.